# Anastasia Barysjnikova
Anastasia Vladimirovna Barysjnikova (ryska: Анастасия Владимировна Барышникова), född den 19 december 1990 i Tjeljabinsk, är en rysk taekwondoutövare.
Hon tog OS-brons i tungviktsklassen i samband med de olympiska taekwondo-turneringarna 2012 i London.